# Jacobo Zabludowsky
Jacobo Zabludovsky Kraveski (Ciutat de Mèxic, 24 de maig de 1928 - Ibídem, 2 de juliol de 2015) va ser un advocat i periodista mexicà que va conduir durant 27 anys el noticiari 24 horas. És el fundador d'esquemes de noticiaris que no existien abans de 24 horas.

## Dades biogràfiques
Els seus pares van ser David Zabludovsky i Raquel Kraveski, que van emigrar de Polònia a Mèxic el 1926, quan a Europa s'iniciava la persecució de jueus. David Zabludovsky va triar Mèxic per un fullet que va trobar en el vaixell en què venia, atès que tenia dues destinacions: Nova York, als Estats Units, i Buenos Aires, l'Argentina.
Des dels seus primers mesos va viure al barri de la Merced a la Ciutat de Mèxic. Es va graduar com advocat en la Facultat de Dret de la Universitat Nacional Autònoma de Mèxic el 21 de juliol de 1967. Va ser germà del arquitecte i pintor Abraham Zabludovsky. Es va casar el 22 de juny de 1954 amb Sara Nerubay Lieberman, d'origen jueu-rus, filla d'un pròsper comerciant de Ciutat de Mèxic, amb qui va tenir tres fills: Abraham, Jorge i Diana.

## Inicis en el periodisme
Va començar a treballar com a periodista el 1946 a Cadena Radio Continental de noticiaris. El 1947 va ingressar en la XEX-AM, com a sotscap de Serveis Informatius.
Va ser col·laborador dels diaris Novedades i Ovaciones, i dels setmanaris Claridades i El Redondel. Des de 1959, fou redactor de planta de la revista Siempre. Fou columnista d' El Universal, on fou autor de la columna Bucareli de 2007 fins a la seva mort, amb l'eslògan: "Aparece los lunes, sólo los lunes, pero todos los lunes".
Juntament amb altres destacats professionals de la seva rúbrica, va encapçalar el fideïcomís per a la restauració del Centre Històric de la Ciutat de Mèxic.
En els inicis de la televisió a Mèxic, el 1950, va assumir la producció i direcció del primer noticiari professional al país i va continuar relacionat amb les notícies fins al 30 de març del 2000, quan va renunciar a Televisa.

### Noticiari24 Horas
24 horas, el noticiari amb major audiència a Mèxic en el seu temps, va desaparèixer després de tres dècades de transmissions (7 de setembre de 1970 al 19 de gener de 1998) quan, en morir Emilio Azcárraga Milmo, qui va consolidar a Televisa com una empresa de força mundial, la cadena de televisió més gran en l'idioma espanyol, va ser reemplaçat per Emilio Azcárraga Jean el seu fill, qui va decidir renovar al personal.
La popularitat del noticiari va ser tal, que va ser fins i tot esmentat en el programa El Chavo del Ocho, en l'episodi La Orquesta, cuando el Chavo diu que Quico tocava La danza de las 24 horas de Zabludovsky (Quico havia dit que tocava La Danza de las Hadas de Piotr Ilitx Txaikovski).

### Renúncia a Televisa
Jacobo va continuar treballant en Televisa, però va renunciar en el 2000, al saber que el seu fill, l'economista i periodista Abraham Zabludovsky, va dimitir després del nomenament de Joaquín López Doriga com a titular del noticiari nocturn, en haver sortit el periodista Guillermo Ortega Ruiz. Jacobo va conduir per última vegada un noticiari en televisió (transmès en el canal Unicable de Cablevision) el 29 de març de 2000.
En els últims anys del noticiari els seus índexs d'audiència van descendir a causa de l'estreta relació de Televisa amb el govern mexicà. La percepció del públic era que Televisa era cada vegada més pròxima al partit oficial d'aquell llavors (el Partit Revolucionari Institucional), en detriment de la imparcialitat de la seva programació, a més de la competència que es va establir amb el seu homòleg de TV Azteca, l'acabat de crear Hechos.
Aquesta percepció va afectar la imatge de Zabludovsky com a presentador de 24 horas. En 2010, la revista Gatopardo va publicar:
"Un matí, Univisión va anunciar que el seu nou director de notícies anava a ser Jacobo Zabludovsky, el llegendari conductor del noticiari 24 hores de Televisa i representant del tipus de periodisme solemne, oficial i sempre en línia directa amb el govern. La designació de Zabludovsky va provocar immediatament el rebuig del grup de periodistes cubans i llatinoamericans que treballaven en el noticiari nocturn, per als qui Zabludovsky i Televisa havien tingut un paper fonamental en la censura que durant dècades havia imposat el sistema polític mexicà. El conflicte va escalar fins a provocar la renúncia de gairebé tots els periodistes i productors de la redacció de notícies de la cadena i el retir de la candidatura de Zabludovsky, qui tornaria a Mèxic per a conduir 24 Horas per altres 12 anys".
També va ser criticat pel seu silenci durant la guerra bruta a Mèxic i un dels seus capítols més tristos, la Matança del Dijous de Corpus del 10 de juny de 1971, coneguda com "el halconazo".

## En cinema
En cinema, Jacobo Zabludovsky va dirigir el noticiari El mundo en marcha.
Va tenir una participació especial en 1973 en la pel·lícula Conserje en condominio, al costat del comediant Mario Moreno "Cantinflas": en una escena, interroga què va passar amb el cos del llicenciat Rojas (interpretat per Chucho Salinas).
Va realitzar el doblatge a l'espanyol del narrador de notícies en la pel·lícula Up, de Pixar Animation Studios.

## Defunció
Després d'una deshidratació que el va portar a quedar una setmana hospitalitzat a la Ciutat de Mèxic, va sofrir un vessament cerebral en la matinada del 2 de juliol de 2015 que li va causar la mort.

## Llibres
- Charlas con pintores (1966),
- La libertad y la responsabilidad en la radio y la televisión mexicana (1967),
- En el aire (1973),
- Siqueiros me dijo (1974) i
- Cinco días d'agost (amb Jesús Hermida).